# Kristiine keskus
Le centre commercial de Kristiine (estonien : Kristiine Keskus) est un centre commercial à Tallinn en Estonie.

## Présentation
Le centre commercial est situé dans le quartier de Lilleküla de l’arrondissement de Kristiine. et 
Il a une superficie locative brute de 53 000 m2 abritant près de 170 commerces dont 18 restaurants et cafés.
Le centre commercial a trois étages, avec les magasins et autres services commerciaux au rez-de-chaussée et au premier étage.
Les plus grands magasins du centre sont Prisma, H&M, Marks and Spencer, Euronics et Apollo.
L'étage supérieur est réservé au stationnement.

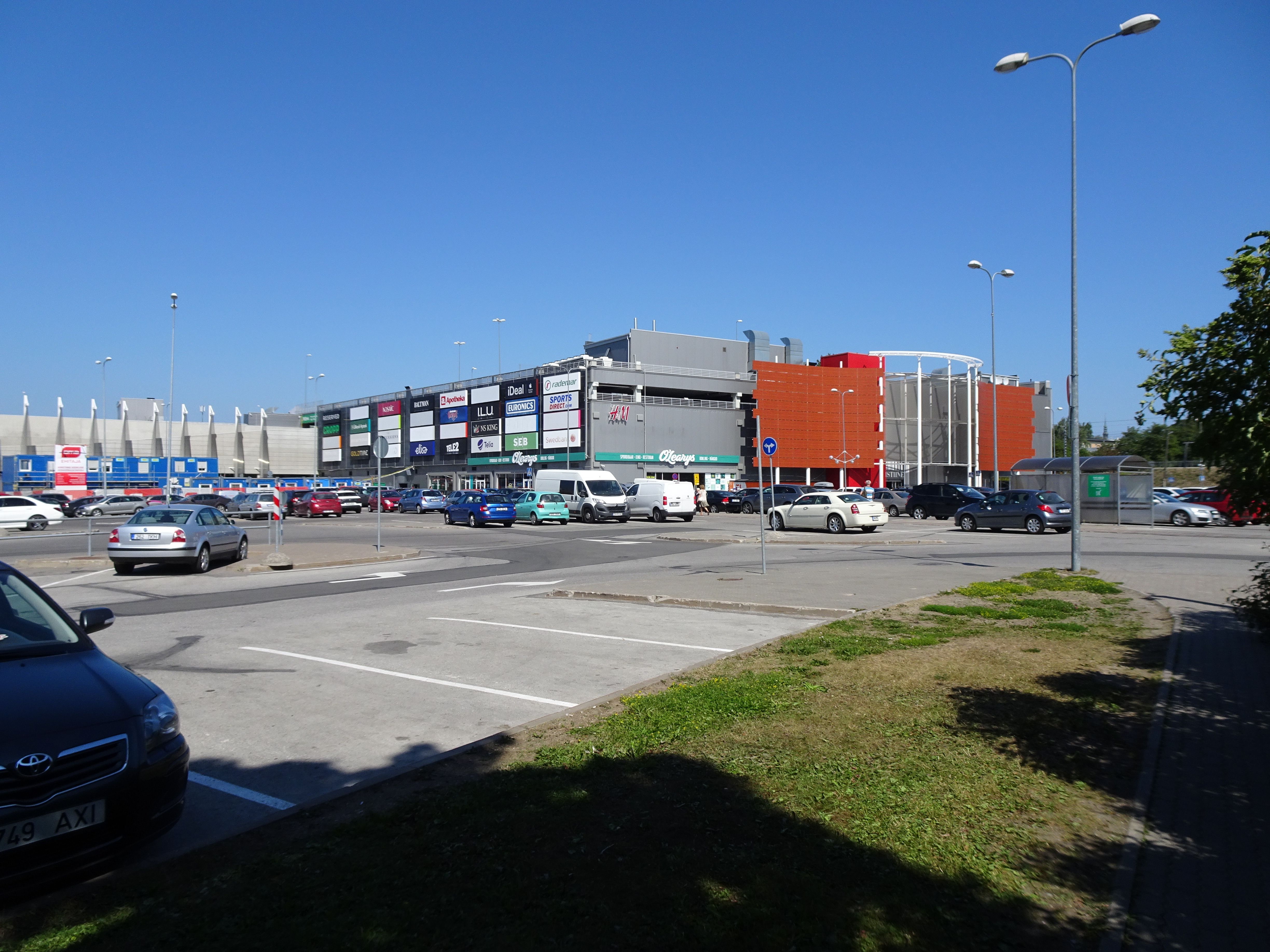
Le centre commercial de Kristiine.